# Cosmosoma citrina
Cosmosoma citrina là một loài bướm đêm thuộc phân họ Arctiinae, họ Erebidae.